# Casius
Casius  è una caratteristica di albedo della superficie di Marte.